# Dubravica (Metković)
Dubravica falu Horvátországban, Dubrovnik-Neretva megyében. Közigazgatásilag Metkovićhoz tartozik.

## Fekvése
Makarskától légvonalban 59, közúton 80 km-re délkeletre, Pločétól légvonalban 18, közúton 29 km-re keletre, községközpontjától 5 km-re délre, a hercegovinai határ mellett fekszik.

## Története
1880-ban 49, 1910-ben 104 lakosa volt.  1918-ban az új szerb-horvát-szlovén állam, majd később Jugoszlávia része lett. A második világháború idején a Független Horvát Állam része volt. A településnek 2011-ben 90 lakosa volt, akik a metkovići Szent Illés plébániához tartoztak.

## Népesség
| Lakosság változása | Lakosság változása | Lakosság változása | Lakosság változása | Lakosság változása | Lakosság változása | Lakosság változása | Lakosság változása | Lakosság változása | Lakosság változása | Lakosság változása | Lakosság változása | Lakosság változása | Lakosság változása | Lakosság változása | Lakosság változása |
| ------------------ | ------------------ | ------------------ | ------------------ | ------------------ | ------------------ | ------------------ | ------------------ | ------------------ | ------------------ | ------------------ | ------------------ | ------------------ | ------------------ | ------------------ | ------------------ |
| 1857               | 1869               | 1880               | 1890               | 1900               | 1910               | 1921               | 1931               | 1948               | 1953               | 1961               | 1971               | 1981               | 1991               | 2001               | 2011               |
| 0                  | 0                  | 49                 | 58                 | 74                 | 104                | 0                  | 0                  | 148                | 137                | 135                | 115                | 102                | 82                 | 106                | 90                 |

(1857-ben, 1869-ben, 1921-ben és 1931-ben lakosságát Metkovićhoz számították.)

## Nevezetességei
A repi Szent Antal templomot 1882-ben építették egy lebontott kápolna helyén, melyet még 1853-ban épített Mate Veraje családja. A családi kápolnát 1953-ban adták át a leszármazottak a metkovići Szent Illés plébániának. Az épületet 1971-ben renoválták. A kommunista uralom idején itt tartották a hittanoktatást. Nemrég újították fel és ez alkalommal a környezetét is rendezték. A homlokzatán látható dombormű, mely szűz Máriát és Szent Antal ábrázolja még az első kápolnáról került át a templomra.

## Gazdaság
A település területén található Metković üzleti övezete, mely mintegy kilenc hektáros területen fekszik. A övezet kereskedelmi, raktározási és egyéb üzleti tevékenységek számára biztosít lehetőséget.